# Josh Richardson
Joshua "Josh" Michael Richardson (Edmond, 15 de setembro de 1993) é um jogador norte-americano de basquete profissional. Atualmente está sem clube.
Ele jogou basquete universitário pela Universidade do Tennessee e foi selecionado pelo Miami Heat como a 40º escolha geral do draft da NBA de 2015.

## Carreira na escola secundária
Richardson teve médias de 16,5 pontos, 6,2 rebotes e 3,6 assistências na Santa Fe High School em Edmond, Oklahoma. Naquele ano, ele foi nomeado para a Equipe do Estado pela Associação de Treinadores de Oklahoma e para a equipe do Super 5 de Oklahoma.
| Nome | Cidade natal                                        | Escola               | Altura | Peso  | Data                |
| --- | --------------------------------------------------- | -------------------- | ------ | ----- | ------------------- |
| Josh Ricardson SG | Edmond, OK                                          | Santa Fe High School | 1,96 m | 82 kg | 17 de abril de 2011 |
| Josh Ricardson SG | Recrutamento: Scout.com: Rivais: ESPN grade: 90/100 |                      |        |       |                     |
| - Nota: Em muitos casos, Scout, Rivals, 247Sports e ESPN podem entrar em conflito em suas listas de altura e peso, nestes casos, a média foi obtida. - Fonte: |                                                     |                      |        |       |                     |

## Carreira universitária

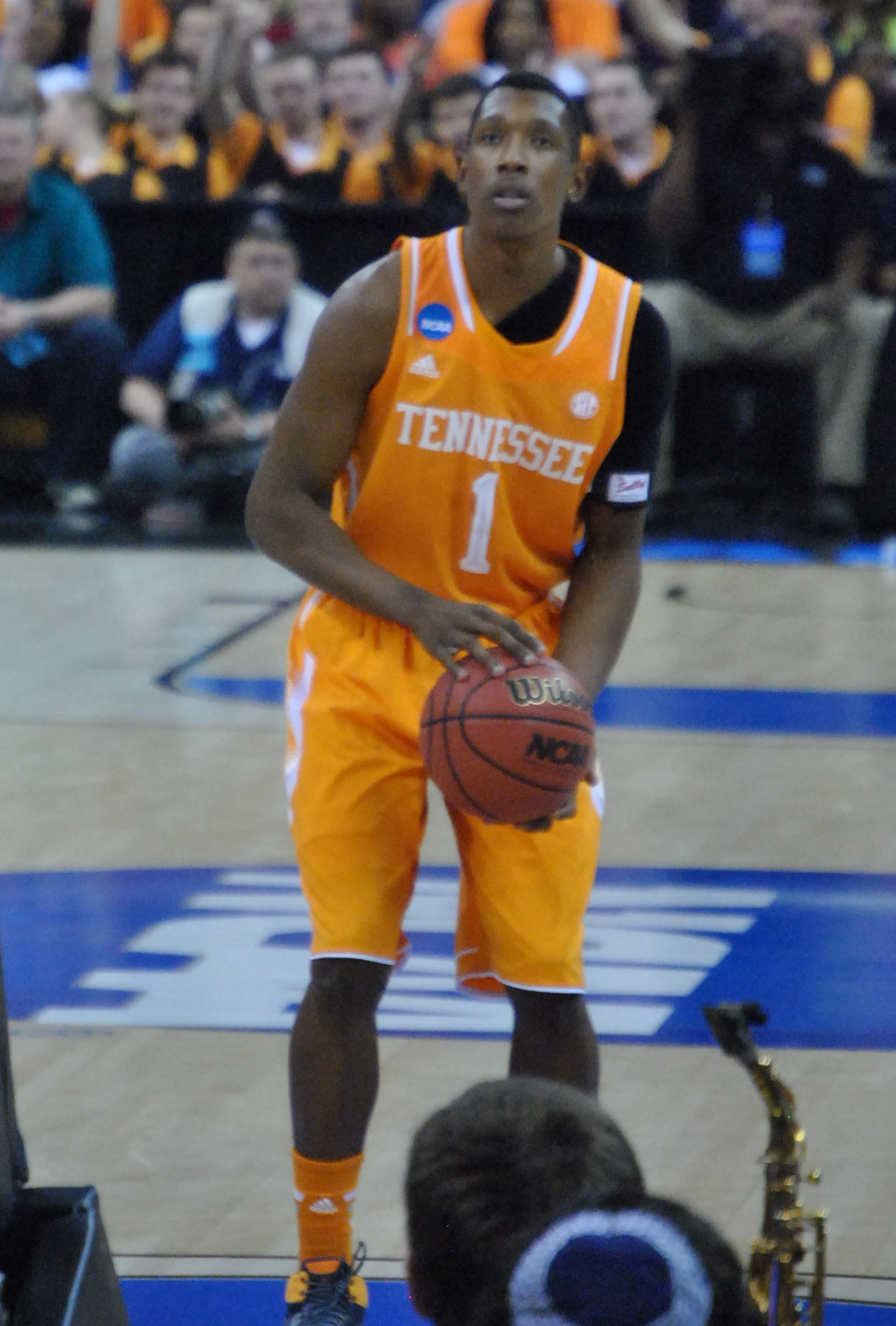
Richardson na linha de lance livre para os Volunteers.

Richardson jogou quatro temporadas na Universidade do Tennessee, jogando em 136 jogos com médias de 9,2 pontos, 3,2 rebotes, 1,8 assistências, 1,8 roubos de bola e 28,2 minutos.
Ele terminou sua carreira em terceiro em jogos jogados, em nono em minutos (3.802), 10° em roubo de bola (147), 16° em bloqueios (88) e 28° em pontos (1.252) na história da universidade.
Em seu terceiro ano, ele teve uma média de 10,3 pontos e 2,8 rebotes por jogo. Em sua última temporada, Richardson teve uma média de 16,0 pontos e 4,5 rebotes por jogo e foi nomeado para a Primeira-Equipe All SEC, Equipe Defensiva da SEC e Time Defensiva All-American.

## Carreira profissional

### Miami Heat (2015–2019)
Em 25 de junho de 2015, Richardson foi selecionado pelo Miami Heat como a 40ª escolha geral do draft da NBA de 2015. Em 3 de agosto de 2015, ele assinou um contrato de 3 anos e US$ 2.4 milhões com o Heat após ter médias de 11,8 pontos e 2,8 rebotes em 10 jogos da Summer League.
Ele fez sua estreia na NBA em 5 de novembro contra o Minnesota Timberwolves, jogando em apenas sete minutos. Em 12 de novembro, em apenas seu terceiro jogo na NBA, Richardson foi titular no lugar do lesionado Dwyane Wade. Posteriormente, ele registrou oito pontos e três rebotes em 20 minutos de ação, quando o Heat derrotou o Utah Jazz por 92-91.
Em 30 de dezembro, ele foi designado para o Sioux Falls Skyforce, afiliado do Heat na D-League. Ele foi chamado de volta pelo Heat em 3 de janeiro, reatribuído em 5 de janeiro, e novamente em 11 de janeiro.

Em 24 de fevereiro, ele gravou seu primeiro jogo de dois dígitos na NBA, marcando 15 pontos em uma derrota de 118-111 para o Golden State Warriors. Em 11 de março, ele marcou 22 pontos em uma vitória de 118-96 sobre o Chicago Bulls. Em 5 de abril, ele foi nomeado Novato da Conferência Leste do mês de março, tornando-se apenas o terceiro jogador na história da franquia a ganhar o prêmio de novato mensal; os outros dois foram Caron Butler (quatro vezes em 2002-03) e Michael Beasley (abril de 2009).

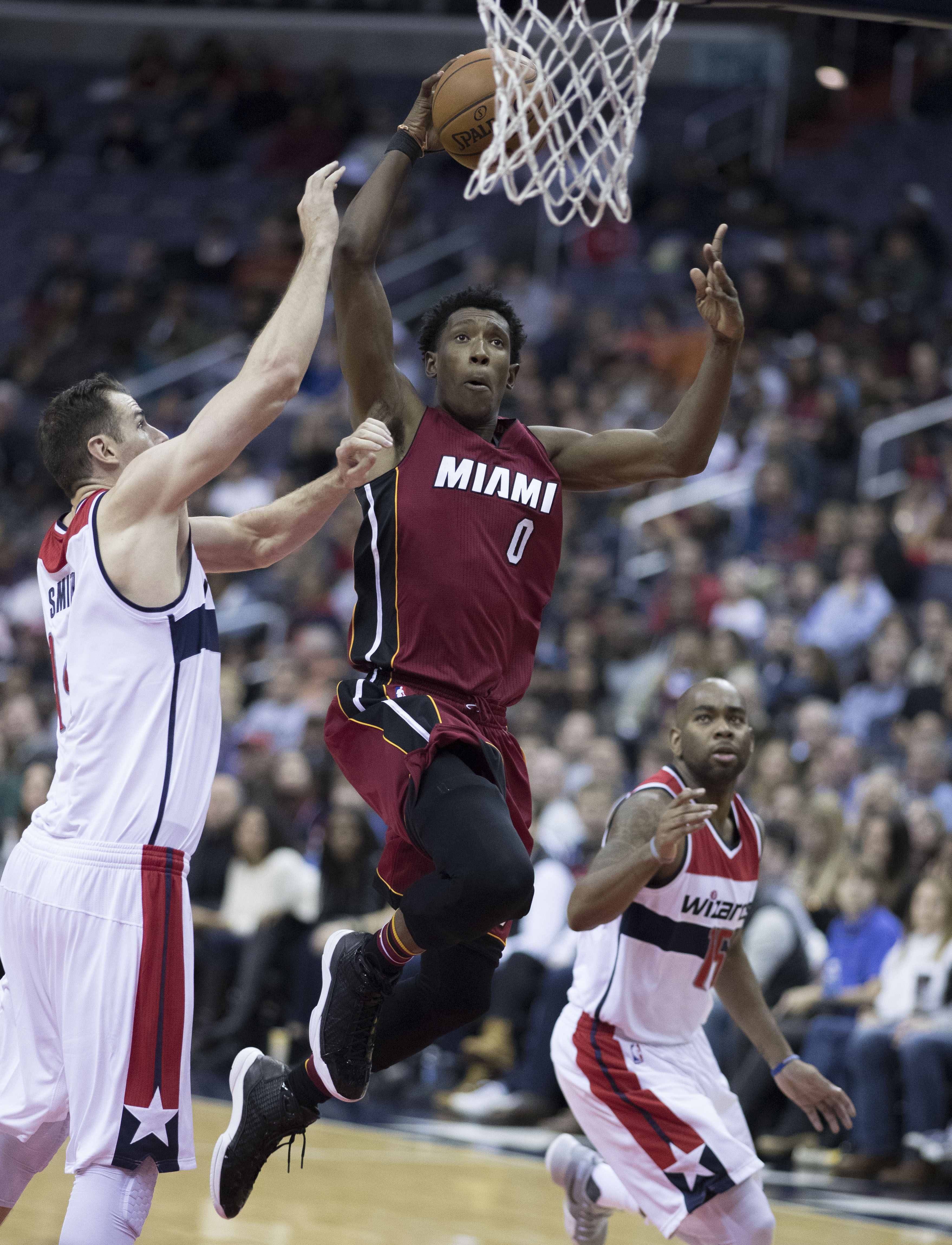
Richardson jogando pelo Heat em 2016.

Em 9 de setembro de 2016, ele teve uma lesão no ligamento colateral medial em seu joelho direito, que o afastou por seis a oito semanas. Em 27 de dezembro de 2016, ele teve 22 pontos em uma derrota por 106-94 para o Oklahoma City Thunder.
Em 18 de setembro de 2017, Richardson assinou uma extensão de contrato de quatro anos e US$ 42 milhões com o Heat.
Em 1 de dezembro de 2017, ele marcou 27 pontos em uma vitória de 105-100 sobre o Charlotte Hornets. Em 16 de dezembro de 2017, ele fez 28 pontos em uma vitória por 90-85 sobre o Los Angeles Clippers. Em 7 de fevereiro de 2018, ele teve um esforço de 30 pontos em uma derrota de 109-101 para o Houston Rockets.
Em 18 de outubro de 2018, Richardson marcou 28 pontos em uma vitória por 113-112 sobre o Washington Wizards. Em 29 de outubro, ele marcou 31 pontos em uma derrota de 123-113 para o Sacramento Kings. Em 3 de novembro, ele fez 32 pontos em uma derrota por 123-118 para o Atlanta Hawks. Em 10 de fevereiro de 2019, ele marcou 37 pontos em uma derrota de 120-118 para o Golden State Warriors.
Ele perdeu jogos no final da temporada com lesões no calcanhar e na virilha.

### Philadelphia 76ers (2019–2020)
Em 6 de julho de 2019, Miami trocou Richardson para o Philadelphia 76ers em um pacote por Jimmy Butler.
Em 12 de dezembro, Richardson marcou 14 pontos na vitória por 115-109 contra o Boston Celtics. O treinador Brett Brown o chamou de "conector de pontos" e "construtor de pontes".

### Dallas Mavericks (2020–2021)
Em 18 de novembro de 2020, Richardson, junto com Tyler Bey, foi negociado com o Dallas Mavericks em troca de Seth Curry.
Sua temporada foi caracterizada pela Sports Illustrated como "decepcionante", já que a sua produção caiu significativamente nos playoffs. Em 7 jogos contra o Los Angeles Clippers, ele teve médias de 4,9 pontos, 1,6 rebotes e 0,7 assistências em 13,4 minutos.

### Boston Celtics (2021–2022)
Em 31 de julho de 2021, Richardson foi adquirido pelo Boston Celtics em troca de Moses Brown. Em 24 de agosto, os Celtics anunciaram que haviam assinado uma extensão de contrato de 1 anoe  US$12 milhões com Richardson. Ele marcou 27 pontos em uma vitória contra o New York Knicks.
San Antonio Spurs (2022-2023)
Em 10 de fevereiro de 2022, Richardson, junto com Romeo Langford, foi trocado para o San Antonio Spurs em troca de Derrick White.
New Orleans Pelicans (2023)
Em 9 de fevereiro de 2023, Richardson foi trocado para o New Orleans Pelicans em troca de Devonte' Graham e quatro futuras escolhas de segunda rodada
Miami Heat (2023-2025)
Em 2 de julho de 2023, Richardson assinou um contrato de 2 anos e US$5.9 milhões para voltar ao Miami Heat.

### Troca e momento atual
Em 2025, Richardson foi envolvido na troca que enviou Jimmy Butler para o Golden State Warriors e que movimentou ativos de cinco equipes diferentes. O jogador foi despachado para o Utah Jazz, sendo dispensado pela equipe sem nem disputar uma partida. No momento, encontra-se sem clube.

## Estatísticas da carreira

### NBA

#### Temporada regular
| Ano      | Equipe       | PJ  | PT  | MPJ  | AP   | 3P   | LL   | RT  | AS  | BR  | TO | PPJ  |
| -------- | ------------ | --- | --- | ---- | ---- | ---- | ---- | --- | --- | --- | -- | ---- |
| 2015–16  | Miami        | 52  | 2   | 21.3 | .452 | .461 | .667 | 2.1 | 1.4 | .7  | .5 | 6.6  |
| 2016–17  | Miami        | 53  | 34  | 30.5 | .394 | .330 | .779 | 3.2 | 2.6 | 1.1 | .7 | 10.2 |
| 2017–18  | Miami        | 81  | 81  | 33.2 | .451 | .378 | .845 | 3.5 | 2.9 | 1.5 | .9 | 12.9 |
| 2018–19  | Miami        | 73  | 73  | 34.8 | .412 | .357 | .861 | 3.6 | 4.1 | 1.1 | .5 | 16.6 |
| 2019–20  | Philadelphia | 55  | 53  | 30.8 | .430 | .341 | .809 | 3.2 | 2.9 | .9  | .7 | 13.7 |
| 2020–21  | Dallas       | 59  | 56  | 30.3 | .427 | .330 | .917 | 3.3 | 2.6 | 1.0 | .4 | 12.1 |
| 2021–22  | Boston       | 44  | 0   | 24.7 | .443 | .397 | .859 | 2.8 | 1.5 | .8  | .5 | 9.7  |
| 2021–22  | San Antonio  | 21  | 7   | 24.4 | .429 | .444 | .946 | 2.9 | 2.3 | 1.0 | .3 | 11.4 |
| 2022–23  | San Antonio  | 42  | 6   | 23.7 | .436 | .357 | .883 | 2.8 | 3.3 | 1.0 | .3 | 11.5 |
| 2022–23  | New Orleans  | 23  | 4   | 23.2 | .419 | .384 | .762 | 2.4 | 1.6 | 1.3 | .4 | 7.5  |
| 2023–24  | Miami        | 43  | 6   | 25.6 | .444 | .347 | .944 | 2.8 | 2.4 | .6  | .3 | 9.9  |
| Carreira | Carreira     | 546 | 322 | 27.5 | .430 | .375 | .842 | 2.9 | 2.5 | 1.0 | .4 | 11.1 |

#### Play-In
| Ano      | Equipe      | PJ | PT | MPJ  | AP   | 3P   | LL    | RT  | AS  | BR  | TO  | PPJ  |
| -------- | ----------- | -- | -- | ---- | ---- | ---- | ----- | --- | --- | --- | --- | ---- |
| 2022     | San Antonio | 1  | 0  | 31.9 | .444 | .500 | 1.000 | 2.0 | 2.0 | 1.0 | .0  | 12.0 |
| 2023     | New Orleans | 1  | 0  | 17.1 | .667 | .333 | –     | 2.0 | 4.0 | 1.0 | 1.0 | 9.0  |
| Carreira | Carreira    | 2  | 0  | 24.5 | .555 | .416 | 1.000 | 2.0 | 3.0 | 1.0 | .5  | 10.5 |

#### Playoffs
| Ano      | Equipe       | PJ | PT | MPJ  | AP   | 3P   | LL    | RT  | AS  | BR  | TO  | PPJ  |
| -------- | ------------ | -- | -- | ---- | ---- | ---- | ----- | --- | --- | --- | --- | ---- |
| 2016     | Miami        | 14 | 0  | 27.6 | .371 | .370 | .714  | 3.6 | 1.6 | .4  | .9  | 6.6  |
| 2018     | Miami        | 5  | 5  | 26.0 | .375 | .316 | .857  | 3.0 | 2.8 | 2.2 | 1.0 | 8.4  |
| 2020     | Philadelphia | 4  | 4  | 36.0 | .357 | .357 | .944  | 3.8 | 3.3 | .5  | .5  | 16.8 |
| 2021     | Dallas       | 7  | 0  | 13.4 | .393 | .300 | 1.000 | 1.6 | .7  | .3  | .0  | 4.9  |
| Carreira | Carreira     | 30 | 9  | 25.7 | .374 | .335 | .878  | 2.9 | 2.1 | .8  | .6  | 9.1  |

### Universidade
| Ano      | Equipe    | PJ  | PT  | MPJ  | AP   | 3P   | LL   | RT  | AS  | BR  | TO | PPJ  |
| -------- | --------- | --- | --- | ---- | ---- | ---- | ---- | --- | --- | --- | -- | ---- |
| 2011–12  | Tennessee | 34  | 9   | 16.0 | .353 | .237 | .640 | 1.4 | .7  | .5  | .6 | 2.9  |
| 2012–13  | Tennessee | 33  | 33  | 30.7 | .469 | .214 | .692 | 4.3 | 1.5 | 1.1 | .7 | 7.9  |
| 2013–14  | Tennessee | 37  | 36  | 30.4 | .474 | .340 | .793 | 2.9 | 1.5 | .7  | .8 | 10.3 |
| 2014–15  | Tennessee | 32  | 32  | 36.3 | .461 | .359 | .798 | 4.5 | 3.6 | 2.1 | .5 | 16.0 |
| Carreira | Carreira  | 136 | 110 | 28.3 | .439 | .287 | .730 | 3.2 | 1.8 | 1.1 | .6 | 9.2  |

## Vida pessoal
O pai de Richardson, Mike, é um bombeiro aposentado de Oklahoma City, e sua mãe, Alice, é uma ministra batista ordenada e tenente-coronel aposentada da Reserva da Força Aérea dos Estados Unidos. Sua irmã mais velha, Alex, jogou basquete universitário por Oklahoma State. Richardson recebeu seu diploma em Psicologia em maio de 2015 e gosta de tocar piano clássico. Ele é fã do Arsenal.